# Parafia św. Joachima i Anny w Tomicach
Parafia św. Joachima i Anny w Tomicach – parafia rzymskokatolicka archidiecezji krakowskiej, wchodząca w skład dekanatu Wadowice - Północ. Główną świątynią jest kościół pw. św. Joachima i Anny, znajdujący się w centrum Tomic.

## Historia
Parafia została erygowana w 1986. Ziemie nowej parafii zostały wydzielone z parafii Ofiarowania NMP w Wadowicach.
Kościół parafialny, wybudowany w latach 1985–1987, został poświęcony w 1988 w czasie świąt Niepokalanego Poczęcia. Od marca 1986 proboszczem parafii był ksiądz Edward Daleki. Do Tomic przybył rok wcześniej, jako wikariusz parafii Ofiarowania NMP w Wadowicach, z poleceniem zorganizowania parafii i wybudowania kościoła. 1 lipca 2018 proboszczem został ks. Aleksander Kasprzyk.

### Kaplica
Przed wybudowaniem kościoła wierni gromadzili się na nabożeństwa w murowanej, jednonawowej kaplicy św. Jakuba (powstałej w latach 1878–1880) znajdującej się w odległości 1200 metrów od obecnego kościoła.